# Edward Said
Edward Wadie Saïd, född 1 november 1935 i Jerusalem, död 25 september 2003 i New York i delstaten New York, var en palestinsk-amerikansk författare, litteraturkritiker och professor i jämförande litteraturvetenskap och engelska. Han var även en trägen förespråkare för Palestinas sak i Israel–Palestina-konflikten. Said undervisade under 40 år vid Columbia University i New York där han fick sina professurer 1992.

## Biografi
Edward Said föddes i en förmögen familj i Jerusalem, Brittiska Palestinamandatet, 1 november 1935. Fadern, en kristen arab vid namn Wadie (som senare kallade sig William), hade emigrerat till USA innan första världskriget och slagits som frivillig i Frankrike i det kriget innan han återvände som amerikansk medborgare till Mellanöstern och ingick ett arrangerat äktenskap med Edwards framtida mor. 1947 flyttade familjen till Kairo efter att Förenta nationerna delat Jerusalem i en judisk och en arabisk halva. Han gick i en amerikansk och en brittisk skola i Kairo; hemma talades det engelska, arabiska användes endast när man tilltalade tjänstefolket. 1951 skickade föräldrarna honom till Mount Hermon-skolan i Massachusetts, USA. Han studerade sedan vid Princeton University, och utexaminerades som filosofie doktor i engelska vid Harvard University 1964. Året innan fick han anställning som assisterande instruktör i engelska vid Columbia University. Hans doktorsavhandling handlade om författaren Joseph Conrad som också var ämnet för hans första bok Joseph Conrad and the fiction of autobiography (1966).
Edward Said kämpade länge för palestiniernas sak och kritiserade konstant Israels ockupation av Palestina. Han var från 1977 fristående medlem av det palestinska nationalrådet (palestiniernas exilparlament) fram till att han avgick 1991. Detta för att Said var kritiskt inställd till Yassir Arafat och hans kompromisser i Osloprocessen, som Said ansåg gick för långt. Han kritiserade arabiska ledare som Iraks Saddam Hussein ("förskräcklig despot") och Syriens Hafez al-Assad samtidigt som han motsatte sig västvärldens intervention i Kuwaitkriget. Hans mest inflytelserika bok är Orientalism (första engelska utgåvan 1978), som anses vara startpunkten för postkolonialismen.
Edward Said dog efter en längre tids sjukdom i leukemi den 25 september 2003, vid 67 års ålder. Fram till sin död stod han under polisbeskydd då han levde under konstant dödshot från inhemska amerikanska terrorgrupper. Said stod åtminstone till 1983 under övervakning av den amerikanska säkerhetspolisen FBI, som har en akt om honom på 283 sidor varav vissa delar är hemligstämplade till år 2030.

## Svenska översättningar

Minnesposter över Edward Said uppsatt på Israels barriär på Västbanken.

(Översatta av Hans O. Sjöström, utgivna av Ordfront, om ej annat anges)
- Orientalism (Orientalism) (förord Sigrid Kahle, 1993)
- Kultur och imperialism (Culture and Imperialism) (förord Per Jegebäck, 1995)
- Den intellektuelles ansvar: 1993 års Reith-föreläsningar (Representations of the Intellectual) (Bonnier Alba, 1995)
- Fred utan land: essäer om Palestina och Israel (Peace and Its Discontents) (förord Mikael Löfgren, 1997)
- Utan hemvist: en självbiografi (Out of Place) (2000)
- Från exilen: essäer 1976-2000 (Reflections on Exile and Other Essays) (urval Björn Linnell, 2006)